# Raionul Dovjansk, Luhansk
Dovjansk (în ucraineană Довжанський район, transliterat: Dovjanskîi raion) este un raion în regiunea Luhansk, Ucraina. Are reședința la Dovjansk.
Are o suprafață de 2.139 km². Populația este de 207.700 locuitori, determinată în 2020.